# 佩格尼茨河
佩格尼茨河（德語：Pegnitz，德語：[ˈpeːɡnɪt͡s] ⓘ）位于德国巴伐利亚州境内，发源于佩格尼茨，最终在菲尔特与雷德尼茨河汇流形成雷格尼茨河，全长115公里。
佩格尼茨河流经的主要城镇有：佩格尼茨、黑尔斯布鲁克、佩格尼茨河畔劳夫、佩格尼茨河畔勒滕巴赫、纽伦堡和菲尔特。